# Loxosceles tenochtitlan
Loxosceles tenochtitlan (лат.) — вид мелких пауков рода Loxosceles из семейства Sicariidae. Эндемик Мексики.

## Распространение
Центральная Америка, Мексика, Мексиканское нагорье, штат Тласкала-де-Хикотенкатль.

## Описание
Пауки длиной около 1 см. Основная окраска тела коричневая (от желтовато-серой до темно-коричневой). Типовая серия была собрана в городе Мехико, в домах и около зданий. Укусы пауков рода Loxosceles опасны для человека и вызывают локсосцелизм.
Вид был впервые описан в 2019 году учеными из Национального автономного университета Мексики (UNAM: Алехандро Вальдес-Мондрагон, и другие). Видовое название дано по историческому имени места обнаружения, историческому городу-государству ацтеков Теночтитлан (Tenochtitlán). Сходен с видом Loxosceles misteca  Gertsch, 1958.